# Gazeta Polska
Gazeta Polska es un periódico semanal polaco fundado en 1993. Su editor jefe es Tomasz Sakiewick.
El semanario es de tendencia ultraconservadurismo y de extrema derecha.  Su información está centrada en la política y sus puntos de vista han sido comparados con partidos nacionalistas como MNP y el AK Weteran (siendo este más moderado). En su línea editorial se han mostrado partidarios del partido PiS.

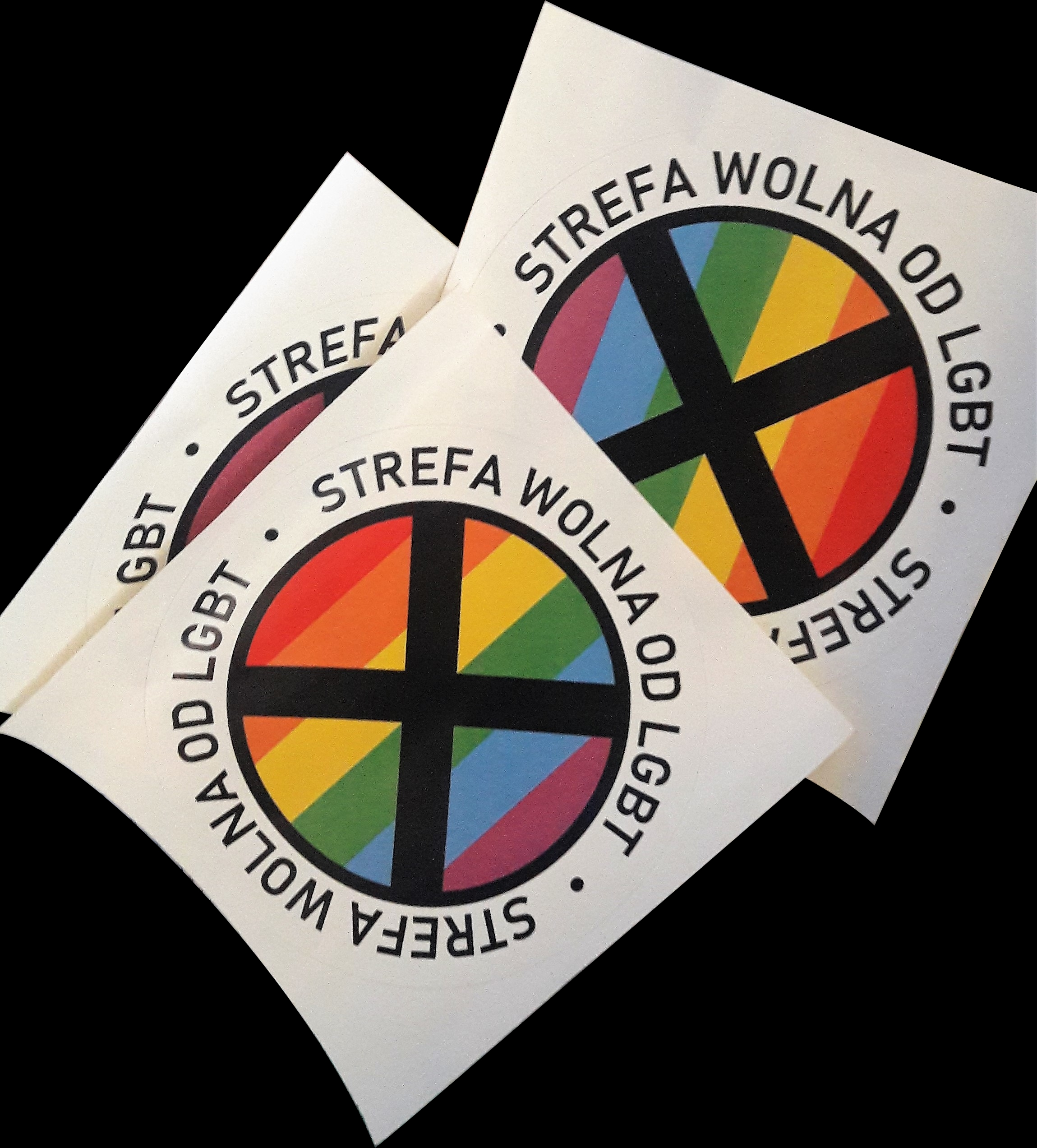
En 2019 repartió estas pegatinas homófobas con la bandera arcoíris tachada y un lema alrededor que dice: "Zona libre de LGBT".

Aparte de Polonia, también venden tiradas en el mercado extranjero donde se encuentra la diáspora polaca.